# Dương đề nhăn
Dương đề nhăn (danh pháp khoa học: Rumex crispus) là một loài thực vật có hoa trong họ Rau răm. Loài này được L. miêu tả khoa học đầu tiên năm 1753.